# فثالات

الصيغة العامة للفثالات

الفثالات هي أملاح وإسترات حمض الفثاليك. ولهذه المركبات تطبيق مهم، حيث أنها من الملدّنات، أي أنها المواد المضافة في صناعة اللدائن من أجل زيادة مرونتها وشفافيتها وفترة استخدامها.
عادة ما تستخدم الفثالات ذات الأوزان الجزيئية الكبيرة، إذ أن الفثالات ذات الأوزان الجزيئية المنخفضة والمشتقة من الكحولات من C3-C6 يتم استبدالها تدريجياً في الولايات المتحدة وكندا والاتحاد الأوروبي بسبب اعتبارات صحية. على الرغم من ذلك، فإن هناك حملة لاستخدام بدائل من الملدنات خالية من الفثالات.

## جدول بأكثر مركبات الفثالات شيوعاً
| الاسم                           | الاختصار  | الصيغة البنيوية                     | الوزن الجزيئي (غ/مول) | رقم التسجيل CAS |
| ------------------------------- | --------- | ----------------------------------- | --------------------- | --------------- |
| فثالات ثنائي الميثيل            | DMP       | C6H4(COOCH3)2                       | 194.18                | 131-11-3        |
| فثالات ثنائي الإيثيل            | DEP       | C6H4(COOC2H5)2                      | 222.24                | 84-66-2         |
| فثالات ثنائي الأليل             | DAP       | C6H4(COOCH2CH=CH2)2                 | 246.26                | 131-17-9        |
| فثالات ثنائي البروبيل           | DPP       | C6H4[COO(CH2)2CH3]2                 | 250.29                | 131-16-8        |
| فثالات ثنائي البوتيل            | DBP       | C6H4[COO(CH2)3CH3]2                 | 278.34                | 84-74-2         |
| فثالات ثنائي إيزو البوتيل       | DIBP      | C6H4[COOCH2CH(CH3)2]2               | 278.34                | 84-69-5         |
| فثالات بوتيل حلقي الهكسيل       | BCP       | CH3(CH2)3OOCC6H4COOC6H11            | 304.38                | 84-64-0         |
| فثالات ثنائي البنتيل            | DNPP      | C6H4[COO(CH2)4CH3]2                 | 306.40                | 131-18-0        |
| فثالات ثنائي حلقي الهكسيل       | DCP       | C6H4[COOC6H11]2                     | 330.42                | 84-61-7         |
| فثالات البنزيل والبوتيل         | BBP       | CH3(CH2)3OOCC6H4COOCH2C6H5          | 312.36                | 85-68-7         |
| فثالات ثنائي الهكسيل            | DNHP      | C6H4[COO(CH2)5CH3]2                 | 334.45                | 84-75-3         |
| فثالات ثنائي إيزو الهكسيل       | DIHxP     | C6H4[COO(CH2)3CH(CH3)2]2            | 334.45                | 146-50-9        |
| فثالات ثنائي إيزو الهبتيل       | DIHpP     | C6H4[COO(CH2)4CH(CH3)2]2            | 362.50                | 41451-28-9      |
| فثالات البوتيل والديسيل         | BDP       | CH3(CH2)3OOCC6H4COO(CH2)9CH3        | 362.50                | 89-19-0         |
| فثالات مضاعف (2-إيثيل الهكسيل)  | DEHP, DOP | C6H4[COOCH2CH(C2H5)(CH2)3CH3]2      | 390.56                | 117-81-7        |
| فثالات ثنائي الأوكتيل           | DNOP      | C6H4[COO(CH2)7CH3]2                 | 390.56                | 117-84-0        |
| فثالات ثنائي إيزو الأوكتيل      | DIOP      | C6H4[COO(CH2)5CH(CH3)2]2            | 390.56                | 27554-26-3      |
| فثالات الأوكتيل والديسيل        | ODP       | CH3(CH2)7OOCC6H4COO(CH2)9CH3        | 418.61                | 119-07-3        |
| فثالات ثنائي إيزو النونيل       | DINP      | C6H4[COO(CH2)6CH(CH3)2]2            | 418.61                | 28553-12-0      |
| فثالات مضاعف (2-بروبيل الهبتيل) | DPHP      | C6H4[COOCH2CH(CH2CH2CH3)(CH2)4CH3]2 | 446.66                | 53306-54-0      |
| فثالات ثنائي إيزو الديسيل       | DIDP      | C6H4[COO(CH2)7CH(CH3)2]2            | 446.66                | 26761-40-0      |

## اقرأ أيضاً
- حمض الفثاليك